# 朝日まほろばインターチェンジ

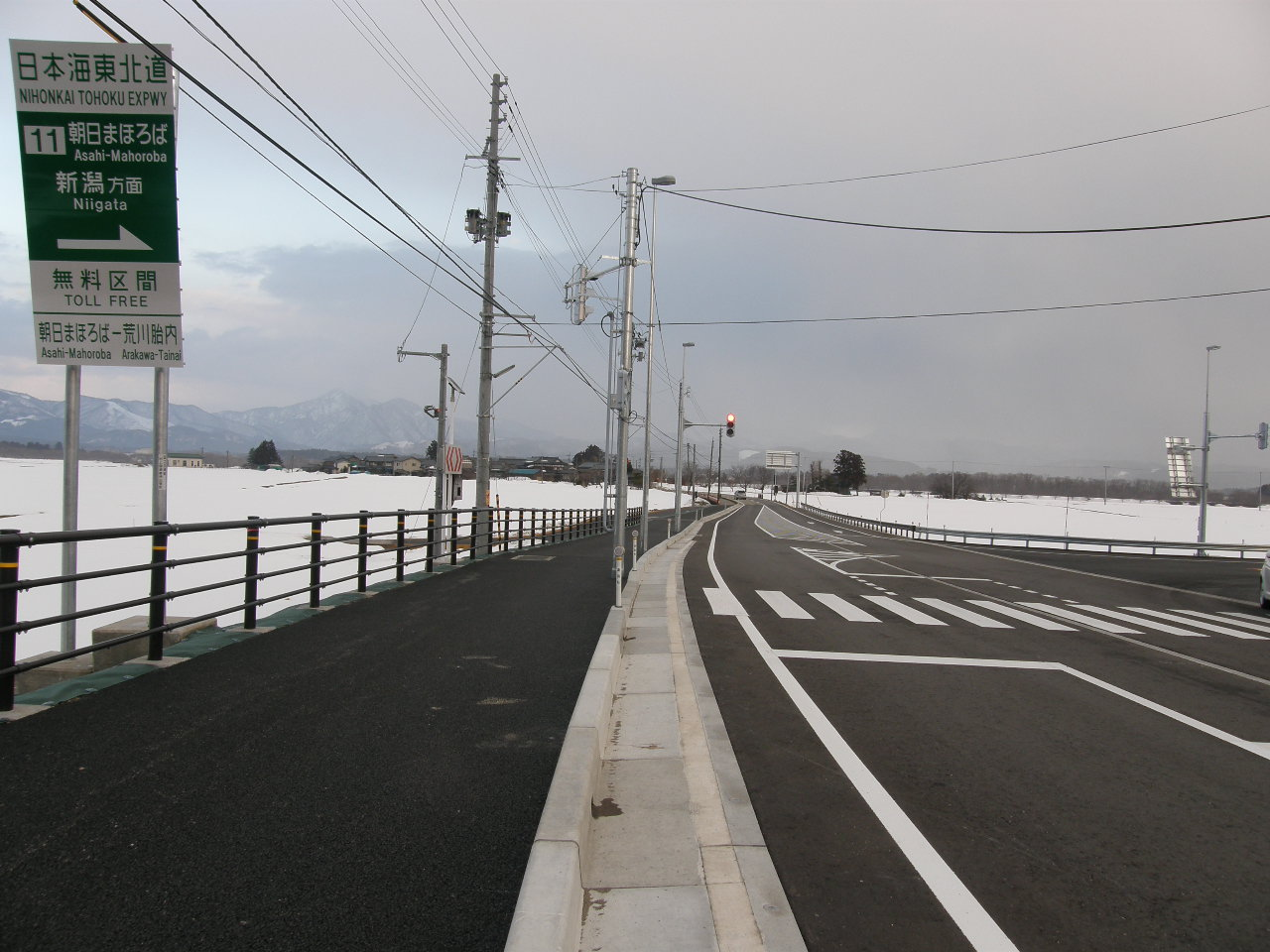
新潟県道西側から撮影

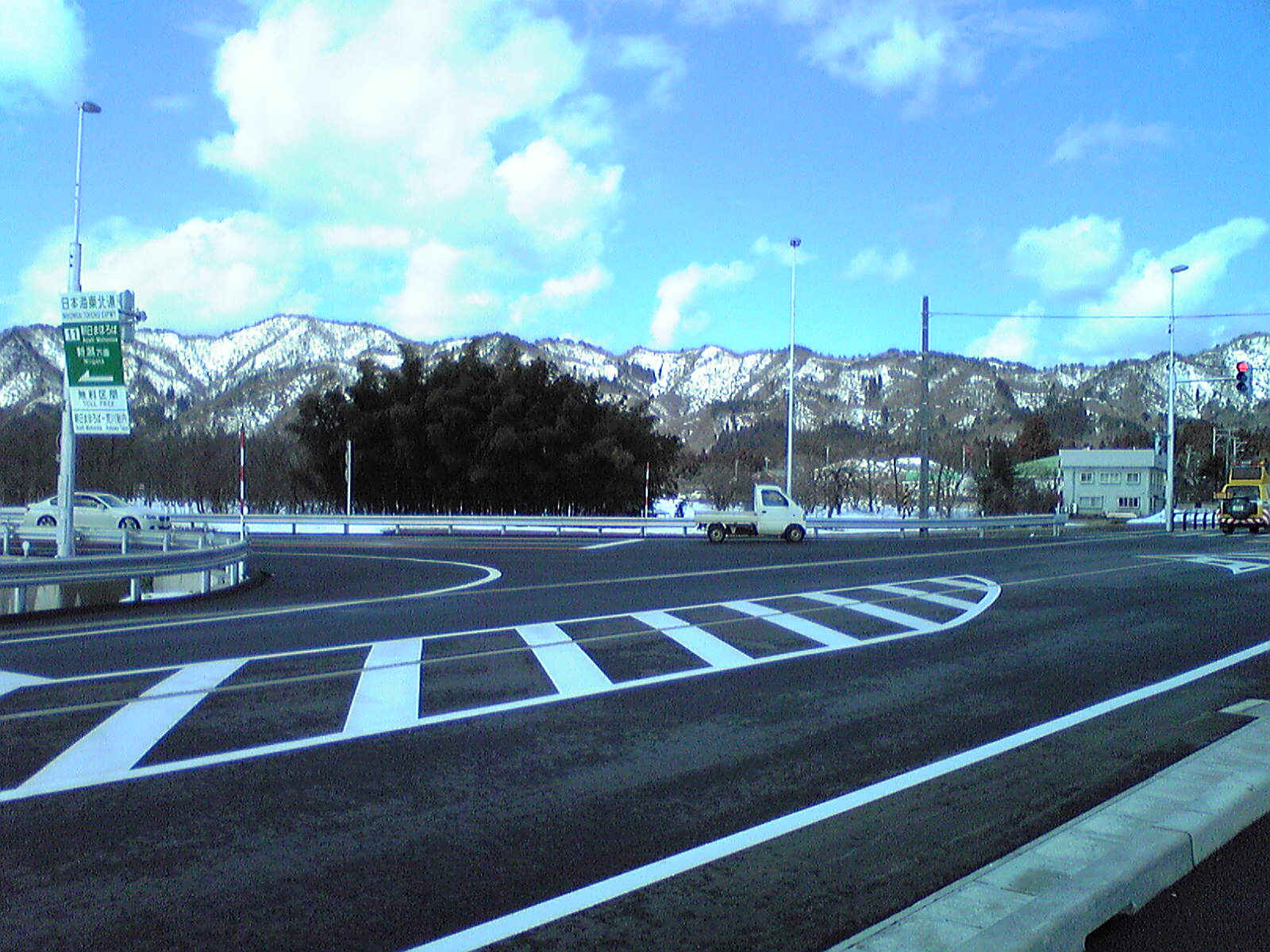
新潟県道東側から撮影

朝日まほろばインターチェンジ（あさひまほろばインターチェンジ）は、新潟県村上市にある日本海東北自動車道のインターチェンジである。新直轄区間であるため、料金所は設置されていない。
朝日まほろばIC - あつみ温泉IC間は2013年に朝日温海道路として事業化されたが、開通時期は未定である。
名称の「朝日まほろば」は先に北陸自動車道の朝日インターチェンジが使用していたため「まほろば」を付した。

## 道路
- E7 日本海東北自動車道（11番）

直接接続
- 新潟県道208号小揚猿沢線

間接接続
- 国道7号

## 歴史
- 2010年（平成22年）2月15日 : IC名称が「朝日IC（仮称）」から「朝日まほろばIC」に正式決定[2]。
- 2011年（平成23年）
  - 3月27日 : 神林岩船港IC - 朝日まほろばIC間開通により供用開始[3]。
  - 8月23日 : 国土交通省が朝日まほろばIC - 温海IC（発表当時の仮称・現あつみ温泉IC）間の整備案の検討を9月から始めると発表。
- 2013年（平成25年）4月 : 朝日まほろばIC - あつみ温泉IC間を朝日温海道路として事業化。
- 未定 : 朝日まほろばIC - あつみ温泉IC間開通予定[4]。

## 周辺
- 道の駅朝日
- 両八幡神社

## 隣
E7 日本海東北自動車道
(8)村上瀬波温泉IC - (9)村上山辺里IC - (10)朝日三面IC - (11)朝日まほろばIC - 大須戸IC（事業中）
朝日三面ICおよび村上山辺里ICは新潟中央JCT方面のハーフインターチェンジのため、当ICからの利用は不可。